# Šabu-šabu
Šabu-šabu (japonsko しゃぶしゃぶ, latinizirano: šabušabu) je japonska vroča jed nabemono iz tanko narezanega mesa in zelenjave, kuhanih v vodi in postreženih z omakami za pomakanje. Izraz je onomatopejski, izpeljan iz zvoka – 'sviš sviš' – ki se oddaja, ko se sestavine mešajo v loncu za kuhanje. Hrano pripravlja kos za kosom obedovanec za mizo. Šabu-šabu je na splošno bolj slan in manj sladek kot sukijaki, še ena vroča jed.

## Zgodovina
Šabu-šabu so izumili na Japonskem v 20. stoletju z odprtjem restavracije Suehiro v Osaki, kjer je bilo tudi izumljeno ime. Predsednik restavracije Čūiči Mijake je leta 1952 registriral ime kot blagovno znamko. Šabu-šabu je postajal vedno bolj priljubljen v regiji Kansai in leta 1955 je bil dodan tudi na meni restavracij v Tokiu, nato pa se je razširil po vsej Japonski.
Obstajata dve skupni teoriji o izvoru šabu-šabu. Prvi je, da izvira iz notranje mongolske vroče posode, znane kot instant kuhana ovčetina (shuàn yángròu), ki so jo na Japonsko po drugi svetovni vojni uvedli Japonci, ki so živeli v Pekingu. Obe jedi pripravimo tako, da tanke rezine mesa na kratko zavrtimo v vreli juhi, nato pa jih pojemo z omako.
Druga teorija pravi, da šabu-šabu izvira iz japonskega vročega lonca mizutaki, ki je priljubljena vrsta nabemona. Mizutaki ima različne sestavine in različice, vendar vedno temelji na dašiju ali vodi brez dodatnih arom.
V primerjavi z drugimi japonskimi vročimi jedmi, kot je sukijaki, se šabu-šabu na Japonskem redko kuha doma. Vendar sta obe priljubljeni v mnogih delih Japonske in tudi v japonskih mestih v državah, kot sta Združene države in Kanada. Priljubljeni sta tudi na Tajvanu in Južni Koreji.

## Priprava
Jed je običajno narejena iz tanko narezanega govejega mesa, nekatere različice pa uporabljajo svinjino, rakovice, piščanca, jagnjetino, raco ali jastoga. Najpogosteje se uporablja rebulasti zrezek, pogosti pa so tudi manj mehki kosi, kot je na primer pečenka. Lahko se uporabi tudi dražja pasma goveda, kot je Vagju. Običajno ga postrežejo s tofujem in zelenjavo, vključno s kitajskim zeljem, listi kronske marjetice (Glebionis coronaria), nori (užitne morske alge), čebulo, korenjem ter gobami šitake in zimsko panjevko (Flammulina filiformis). Ponekod lahko postrežejo tudi rezance udon, moči ali harusame.
Jed pripravimo tako, da tanko rezino mesa ali kos zelenjave potopimo v lonec z vrelo vodo ali daši (juho) iz konbuja (kelp) in premešamo. Običajno surovo meso potopimo v vročo osnovo le za nekaj sekund, saj so kosi narezani na tanke papirnate rezine, da se hitro skuhajo. Če v lonec daste vse meso naenkrat, se lahko meso prekuha. Kuhano meso in zelenjavo običajno pred jedjo potopimo v omako ponzu ali goma (sezamovo seme) in postrežemo s skledo dušenega belega riža.
- Narezano meso z omakami in dvema vrstama juhe
- Narezano meso
- Mesna in zelenjavna juha

### Splošni vrstni red za dajanje sestavin v lonec[5]
1. šabu-šabu nekaj mesa (mesni sok bo juhi dodal nekaj okusa)
2. dodajte sestavine, ki potrebujejo nekaj časa za kuhanje, kot so korenje, gobe šitake, kitajsko zelje itd.
3. dodajte sestavine, ki se hitro skuhajo, kot so tofu, zelena čebula, mizuna in listi kitajskega zelja

Ko pojeste meso/ribe in zelenjavo, ostane jušna osnova v loncu. Ostanke juhe iz lonca lahko običajno kombinirate z rižem, ramenom ali udonom, tako nastalo jed pa običajno pojedo nazadnje in jo na Japonskem imenujejo šime.
Različica z rižem se imenuje tudi zosui. Ko kuhano meso postrežemo hladno, se imenuje rei-šabu, ki se pogosto prodaja v trgovinah in supermarketih na Japonskem.

## Omake in pomake
Za namakanje mesa in zelenjave lahko uporabite različne omake, vključno z omako ponzu in sezamovo omako. Restavracije običajno ponujajo sojino omako, sezamovo pasto, ponzu in številne druge možnosti začimb, kot sta mlada čebula in japonsko vloženo korenje, tako da si lahko stranke pripravijo omako po svojih željah.

## Različice po Japonski
Za šabu-šabu se običajno uporablja govedina, svinjina ali piščanec, na voljo pa so tudi različice z uporabo rib. Nekatere uporabljene ribe so rumenorep (buri), veliki jantar (kanpači) ali rdeča orada (tai). Uporabljata se tudi hobotnica in rak. Pri zelenjavi lahko namesto kitajskega zelja uporabimo solato ali narezano redkev daikon.
Regionalne sestavine so:
- Tōhoku: alge (Vakame no šabu-šabu)
- Kansai: bodatozobi ugor (Hamo-šabu)
- Tojama: japonski rumenorep (Buri-šabu)
- Hokaido: hobotnica (Tako-šabu)
- Kagošima: svinjina Kurobuta (Kurobuta-šabu)
- Nagoja: Nagoja Cočin, znana japonska pasma kokoši[8] (Tori-šabu)